# 西15丁目停留場
西15丁目停留場（にしじゅうごちょうめていりゅうじょう）は、北海道札幌市中央区にある札幌市交通事業振興公社（札幌市電）の停留場である。停留場番号はSC04。

## 利用可能な路線
- 札幌市交通事業振興公社（札幌市電）
  - 一条線
  - 山鼻西線

両線は直通運転を行う。

## 歴史
- 1918年（大正7年）8月12日 札幌電気軌道一条線の西の終点停留場として、「西15丁目」の名称で開業。
- 1921年（大正10年）12月 一条線が西に延伸される。
- 1927年（昭和2年）12月 電車が市営化される。
- 1931年（昭和6年）11月23日 [2] 山鼻西線開業。
- 1950年（昭和25年）12月 山鼻西線をルート変更、複線化。停留場を現在の場所へ移設[3]。
- 1958年（昭和33年）7月1日 「交通局前」に改称。札幌市交通局庁舎の移転に伴うもの。
- 1965年（昭和40年）8月1日 一条線の停留場を医大病院前停留場に統合、廃止。
- 1973年（昭和48年）4月1日 一条線の医大病院前 - 円山公園間が廃止。
- 1979年（昭和54年）11月 電車接近表示灯を設置[4]。

- 1982年（昭和57年）11月1日 「西15丁目」に再改称[5]。交通局移転に伴うもの[5]。
- 2015年（平成27年）4月1日 停留場番号を設定[6]。

- 2018年（平成30年）
  - 6月15日 停留場改修工事のため、乗り場を一時的に移設[3][7]。
  - 12月 停留場改修工事が完了[7]。

## 停留場構造
内回り電車は南1条通を西進し、西14丁目と西15丁目の交差点から大きく南にカーブする。この直後（南1条西15丁目）に当停留場が設けられている。
2面2線の対向式。ほぼ真正面に内回り（西線6条方面）と外回り（中央区役所前方面）の安全地帯が向きあっている。安全地帯にはロードヒーティングが施され、上屋が設置されている。2018年（平成30年）12月に停留場が改修され、安全地帯の幅も拡幅された。

### 過去の停留場構造
かつては現在の位置より北の南1条通にあった。山鼻西線は現在の路線とは異なり、やや東で一条線から南に向かって分岐し、現ルートの東にある二条小学校脇の細い通りを単線で南下してから現ルートに合流していた。停留場が現位置に移設されたのは、山鼻西線のルートが変更された1950年（昭和25年）である。

## 停留場周辺
停留場周辺は医療機関集積地域となっており、規模の大きな病院が多く、これらを利用する乗降客が多い。
- 中央警察署御幸交番
- 札幌南一条西郵便局
- 北洋銀行札幌西支店札幌医大病院出張所
- NTT東日本札幌病院
- 札幌医科大学・札幌医科大学附属病院
- 中村記念病院
- 札幌南一条病院
- 北海道立衛生学院
- ウィステリア南1条ビル
- 札幌市立二条小学校
- 北星学園女子高等学校
- 札幌市営地下鉄東西線西18丁目駅（乗継指定駅）
- ジェイ・アール北海道バス（琴似営業所）「医大病院前」停留所[9]
- 北都交通「南2条西15丁目」停留所（休止中[10]）[11]

## その他
- 1982年（昭和57年）11月に移転した交通局の旧庁舎は札幌市教育委員会の庁舎になったが（そのため、停留場名にも一時カッコ付で副称「教育委員会前」を付けていたことがあった）、その後建物が取り壊され、2018年（平成30年）まで更地となっていた。

## 隣の停留場
札幌市交通事業振興公社
一条線
中央区役所前停留場 (SC03) - 西15丁目停留場 (SC04)
山鼻西線
西15丁目停留場 (SC04) - 西線6条停留場 (SC05)